# Li Jiajun
Li Jiajun 李佳軍 (Changchun, 15 ottobre 1975) è un ex pattinatore di short track cinese.

## Carriera
Vincitore di 5 medaglie olimpiche nello short track ai Giochi olimpici, vanta anche 14 titoli mondiali.

## Palmarès

### Olimpiadi
- 5 medaglie:
  - 2 argenti (1000 m a Nagano 1998; 1500 m a Salt Lake City 2002)
  - 3 bronzi (5000 m staffetta a Nagano 1998; 5000 m staffetta a Salt Lake City 2002; 1500 m a Torino 2006

### Mondiali
- 24 medaglie:
  - 12 ori (1000 m a L'Aia 1996; generale, 500 m, 3000 m e 5000 m staffetta a Sofia 1999; 1000 m e 5000 m staffetta a Sheffield 2000; generale, 500 m e 1000 m a Jeonju 2001; 500 m e 1000 m a Varsavia 2003)
  - 4 argenti (3000 m a Sheffield 2000; generale a Varsavia 2003; 1000 m e 5000 m staffetta a  Göteborg 2004)
  - 8 bronzi (generale a L'Aia 1996; 5000 m staffetta a Vienna 1998; 1500 m a Sofia 1999; generale a Sheffield 2000; 5000 m staffetta a Jeonju 2001 5000 m staffetta a Varsavia 2003; generale a Göteborg 2004; 1000 m a Pechino 2005)

### Mondiali a squadre
- 5 medaglie:
  - 2 ori (Saint Louis 1999, Milwaukee 2002)
  - 1 argento (Minamimaki 2001)
  - 2 bronzi (Budapest 2003, Gangwon 2005)